# Mickey's Revue
Mickey's Revue je krátký animovaný film s Mickeym Mousem, který byl vydán 2. května 1932. Ve filmu si zahrál i Goofy, což byla jeho vůbec první role v animovaném filmu. V Mickey's Revue vystupoval ještě pod svým původním jménem Dippy Dawg. Ve filmu dále hrají Minnie Mouse, Horace Horsecollar a Clarabelle Cow.
Děj se odehrává v operním sále. Mickey Mouse diriguje orchestr složený se zvířat. Po otevření opony se nad jevištěm vznáší na rybářském vlasci Minnie Mouse. Hraje vílu, která máváním kouzelného proutku proměňuje herce představující květiny zpět v herce, když se na scéně poprvé objeví pes Goofy. Když je násilně odvlečen z jeviště, většina diváků si ho ani nevšimne a děj opery pokračuje dále. Když scénka s Minnie skončí, zatáhne se opona a po jejím rozevření na scénu dva psi, kteří předvedou divákům své krátké taneční vystoupení doprovázené hudbou. Poté, co skončí, je chycen do vodítka Googy, který neustále lezl na pódium, aniž by tam měl co dělat.
V další, již třetí scéně vystupuje Mickey s Minnie. Minnie hraje na klavír a Mickey na všemožné další nástroje. V průběhu jejich vystoupení vlezou na pódium malá koťata, která se zabydlela pod pódiem. Rozlezou se po hudebních nástrojích, a různě stěžují oběma hudebníkům jejich vystoupení. Když koťata spatří k židli přivázaný Goofy, rozběhne se za nimi. Při svém zběsilém běhu rozbije na pódiu takřka vše, co rozbito ještě nebylo. Za krátko Mickey i Minnie dohrají, zatáhne se opona a celý děj končí.